# По ту сторону кровати
«По ту сторону кровати» (фр. De l'autre côté du lit; другое название «Перемена мест») — французский комедийный фильм.

## Сюжет
Юмористическая история о чуть не потерянных семейных ценностях. Для сохранения брака главные герои: Ариана (Софи Марсо) и Хьюго (Дэни Бун) вынуждены полностью поменяться друг с другом образом жизни, привычками и работой, хотя прожили в браке десять лет. Жена берётся за управление в строительной компанией, где работает муж, а муж, в свою очередь, становится домохозяйкой, и даже воспитывает детей (сына и дочь) и мотается за покупками.

## В ролях
- Софи Марсо — Ариана
- Дэни Бун — Хьюго
- Ролан Жиро — Никар
- Антуан Дюлери — Морис
- Жюльетта Арно — Шарлотта
- Анни Дюпре — Лиз
- Нинон Можер — Луиза
- Клемо Курюр — Гектор
- Франсуа Винсентелли — Фланвар
- Дельфин Ривьер — Samia
- Арсен Моска — Гонсалво
- Армель — директор школы